# Aimée Fournier de Horrack
Aimée Fournier de Horrack (30 de agosto de 1876-25 de febrero de 1952) fue una entomóloga francesta, coleccionista de mariposas. Su colección se encuentra en el Museo Nacional de Historia Natural de Francia y ha servido para numerosos estudios científicos. Además, su colección de mariposas Morpho fue catalogada como monumento histórico en 1947. El nombre de la mariposa africana Charaxes fournierierae le rinde homenaje.

## Biografía
No se conocen muchos detalles de su vida personal, aunque parece que tenía un gusto innato por la historia natural y se sentía especialmente atraída por el mundo de los insectos. Su interés por la entomología llegó tras visitar una colección de mariposas exóticas en Bayreuth, ciudad a la que viajaba cada año para disfrutar de la música de Wagner en su famoso Festival. Los colores y las formas de estos insectos le fascinaron, y al poco tiempo decidió adquirir esta colección. Esta, cada vez más nutrida de mariposas, compartía espacio en su casa de París con varios acuarios y vitrinas que contenían distintos minerales. Aimée adquiría de manera continua ejemplares que era necesario preparar y clasificar.
Casada con Gaston Fournier, el matrimonio contrató al entomólogo inglés Percy Ireland Lathy (1874-1943) para que conservara su colección de mariposas. Los especímenes llegaban de todos los lugares del mundo y la colección llegó a contener especies muy extrañas y caras. Pero en cierto momento, por falta de espacio y de personal, Percy decidió restringir los especímenes de la colección a los géneros Morpho, Catagramma, Agrias,Papilionidae, Prepona, Riodininae, Ornithoptera, Charaxes y Lycaenidae.
Entre 1920 y 1935, la colección tuvo un crecimiento muy relevante. En 1935, Lathy dejó de trabajar para Aimée, por lo que pasó a ocuparse de la colección el adjunto del entomólogo inglés, en primera instancia, y posteriormente Ferdinand Le Cerf (1881-1945). Tras el fallecimiento de Le Cerf, Aimée continuó cuidando de su enorme colección de mariposas. Actualmente, esta colección que cuenta con más de cuarenta mil especímenes, se conserva en el Museo Nacional de Historia Natural de Francia y ha servido como fuente de información en numerosos estudios científicos. La colección de mariposas Morpho de Aimée Fournier fue catalogada como monumento histórico en 1947.
Un barco construido sobre el plano del arquitecto Cornu, en 1949 en los astilleros de Jouet de Sartrouville en el Sena en los Yvelines (antigua Sena y Oise), lleva el nombre de Aimée. Es la serie 17 de 29 unidades ordenadas por la Sociedad Central de Rescate de Amas de Naves (SCSN).

## Obra
- Avec Percy Ireland Lathy, Thèses entomologiques (Lepidoptéres) : notes et remarques sur les Agrias..., fascicule 1 Paris, 1921. (Con Percy Ireland Lathy, Tesis entomológicas (Lepidoptera): notas y observaciones sobre Agrias, fascículo 1, París, 1921. [7][8]